# Униформа и военная символика Морской пехоты Венесуэлы

## Нагрудные знаки
Морская пехота Венесуэлы использует несколько видов нагрудных знаков:
1. Знаки по принадлежности к Морской пехоте Венесуэлы,
2. Знаки должностных лиц Морской пехоты Венесуэлы,
3. Знаки специалистов Морской пехоты Венесуэлы,
4. Знаки общие для военно-морских сил (ВМС) и морской пехоты Венесуэлы

## Внешние ссылки
- Venezuela Navy and Marine Corps Badges  (англ.)